# Reset (album Atari Teenage Riot)
Reset – piąty album studyjny niemieckiego zespołu digital hardcore Atari Teenage Riot, wydany 26 marca 2014 roku przez Digital Hardcore Recordings i Beat Records na terenie Japonii. Data premiery została zapowiedziana 28 stycznia 2014 roku. Jest to pierwszy album z wokalnym udziałem Rowdy’ego Superstar, który zastąpił CX KiDTRONiKa. 3 lutego 2015 album został oficjalnie wydany poza Japonią.

## Lista utworów
1. „J1M1” – 3:15
2. „Street Grime” – 3:12
3. „Reset” – 4:27
4. „Death Machine” – 3:55
5. „Modern Liars” – 4:02
6. „Cra$h” – 3:42
7. „New Blood” – 3:50
8. „Transducer” – 5:21
9. „Erase Your Face” – 6:14
10. „We Are from the Internet” – 4:51

Wydanie japońskie
1. „We Are from the Internet” (Dub Instrumental) – 4:52
2. „Activate!” (na żywo z Hell 13) (feat. Rowdy SS) – 3:38
3. „Atari Teenage Riot” (na żywo z Hell 13) (feat. Rowdy SS) – 3:10